# Varronia bridgesi
Varronia bridgesi är en strävbladig växtart som beskrevs av Friesen. Varronia bridgesi ingår i släktet Varronia och familjen strävbladiga växter. Inga underarter finns listade i Catalogue of Life.